# Shō Kawamoto
Shō Kawamoto (川元 奨, Kawamoto Shō), né le 1er mars 1993) est un athlète japonais, spécialiste du demi-fond.

## Biographie
Le 11 mai 2014, il établit, lors du Golden Grand Prix, un record du Japon sur 800 mètres, en 1 min 45 s 75.
Il remporte la médaille de bronze sur 800 m lors des Championnats d'Asie à Wuhan en 2015.
Le 3 juillet 2016, il court en 1 min 45 s 97 à Yokohama ce qui lui donne le minima pour les Jeux olympiques de Rio.

### Palmarès
| Date | Compétition             | Lieu    | Résultat | Épreuve   | Temps         |
| ---- | ----------------------- | ------- | -------- | --------- | ------------- |
| 2013 | Jeux de l'Asie de l'Est | Tianjin | 1er      | 800 m     | 1 min 53 s 18 |
| 2013 | Jeux de l'Asie de l'Est | Tianjin | 2e       | 4 × 400 m | 3 min 7 s 32  |
| 2015 | Championnats d'Asie     | Wuhan   | 3e       | 800 m     | 1 min 50 s 50 |
| 2018 | Jeux asiatiques         | Jakarta | 7e       | 800 m     | 1 min 50 s 87 |
| 2018 | Jeux asiatiques         | Jakarta | 3e       | 4 × 400 m | 3 min 1 s 94  |

### Records
| Épreuve | Performance   | Lieu  | Date        |
| ------- | ------------- | ----- | ----------- |
| 800 m   | 1 min 45 s 75 | Tokyo | 11 mai 2014 |